# 뮌스터
뮌스터(독일어: Münster)는 독일 북서쪽 노르트라인베스트팔렌주에 있는 대도시이다(독일 기준 인구 20만이 넘으면 대도시). 지리적으로 보면, 뮌스터는 북서쪽으로 네덜란드에 있는 국경도시인 엔스헤데와 약 70킬로미터 떨어져 있고, 북동쪽으로는 오스나브뤼크라는 작은도시가 있다. 또한 지형적으로 언덕이 거의 없는 평지로 주로 구성이 되어 있고, 도심은 해발 60미터 정도밖에 이르지 않는다.
인구 밀도는 전 독일에서 42위에 이르는데, 다른 도시에 비해서 지역이 넓으나 건축물 건립 구역은 다른 지역보다 낮다. 즉, 주거지역은 보통 2층이나 3층으로 이루어져 있다.
뮌스터는 "비가 오고, 오지 않을 때는 교회 종이 울린다. 이 두 가지가 동시에 일어난다면, 그날은 일요일이다."라는 말이 있을 만큼 비가 많이 오는 지역이다. 연 강우량은 약 700mm로 독일의 평균 강우량에 해당한다. 그럼에도 뮌스터에 이런 말이 있는 것은 비가 오는 횟수가 많기 때문이다.
1977년부터 10년마다 국제적인 현대미술 행사인 뮌스터 조각 프로젝트를 개최하고 있으며, 행사 기간 동안 전세계에서 온 50만명 이상의 관람객이 이 지역을 방문한다.

## 인구
| 연도    | 인구    | ±%      |
| ------- | ------- | ------- |
| 1816    | 17,316  | —       |
| 1871    | 24,821  | +43.3%  |
| 1900    | 63,754  | +156.9% |
| 1910    | 90,254  | +41.6%  |
| 1919    | 100,452 | +11.3%  |
| 1925    | 106,418 | +5.9%   |
| 1933    | 122,210 | +14.8%  |
| 1939    | 141,059 | +15.4%  |
| 1950    | 118,889 | −15.7%  |
| 1961    | 182,721 | +53.7%  |
| 1970    | 198,371 | +8.6%   |
| 1987    | 246,186 | +24.1%  |
| 2011    | 289,576 | +17.6%  |
| 2017    | 313,559 | +8.3%   |
| source: |         |         |

## 기후
| Münster의 기후           | Münster의 기후 | Münster의 기후 | Münster의 기후 | Münster의 기후 | Münster의 기후 | Münster의 기후 | Münster의 기후 | Münster의 기후 | Münster의 기후 | Münster의 기후 | Münster의 기후 | Münster의 기후 | Münster의 기후 |
| 월                       | 1월            | 2월            | 3월            | 4월            | 5월            | 6월            | 7월            | 8월            | 9월            | 10월           | 11월           | 12월           | 연간           |
| ------------------------ | -------------- | -------------- | -------------- | -------------- | -------------- | -------------- | -------------- | -------------- | -------------- | -------------- | -------------- | -------------- | -------------- |
| 일평균 최고 기온 °C (°F) | 3 (37)         | 4 (39)         | 8 (46)         | 13 (55)        | 18 (64)        | 21 (70)        | 22 (72)        | 22 (72)        | 19 (66)        | 14 (57)        | 8 (46)         | 4 (39)         | 13 (55)        |
| 일평균 최저 기온 °C (°F) | −2 (28)        | −2 (28)        | 0 (32)         | 3 (37)         | 7 (45)         | 10 (50)        | 12 (54)        | 12 (54)        | 9 (48)         | 6 (43)         | 2 (36)         | −1 (30)        | 4.6 (40.3)     |
| 평균 강수량 mm (인치)    | 65 (2.6)       | 48 (1.9)       | 60 (2.4)       | 50 (2.0)       | 64 (2.5)       | 74 (2.9)       | 67 (2.6)       | 66 (2.6)       | 63 (2.5)       | 54 (2.1)       | 71 (2.8)       | 77 (3.0)       | 758 (29.8)     |
| 출처:                    |                |                |                |                |                |                |                |                |                |                |                |                |                |

## 대학
일반적으로 뮌스터는 대학 도시로 잘 알려져 있다. 이 곳은 도시 전체가 캠퍼스라고 할 만큼, 대학의 각 단과들이 도시 전체에 산재해 자리 잡고 있다. 또한 뮌스터에 거주하고 있는 인구 330.176명 (2009년 1월 30일을 기준) 중에서 대학생 수만 약 4만8천여 명이 학생으로 등록되어 있고, 이밖에도 초중고등학생의 수가 3만 명을 넘어서, 뮌스터의 전체 인구의 3분의 1이 공부를 하는 사람이라고 볼 수 있다.
그 중에서 베스트팔렌 빌헬름 대학교는 2005년 여름 학기를 기준으로, 약 3만 8천 명의 학생이 등록되어 있어 독일에서 가장 큰 대학 중의 하나로 손꼽히고 있다. 이 대학은 15개의 단과대학에 총 130학과가 있는데, 대학병원을 포함하여 여기에 종사하고 있는 자들은 거의 1만 3천명에 이른다. 이 대학은 1780년에 피어스텐 남작에 의해 정식으로 설립되었고, 1805년부터 프로이센 국립도서관으로 사용되었다. 1907년에 황제 빌헬름 2세의 이름을 빌려서 대학교의 명칭을 변경했다.
이밖에도 뮌스터 응용학문대학교(Fachhochschule Münster)에는 약 9천명의 학생들이 등록되어 있다. 이 대학교는 1971년에 설립되었는데, 현재 독일에서 네 번째로 큰 응용학문대학에 속하며 약 30개 학과가 있다.
또한 뮌스터 음악대학교(Musikhochschule Münster)는 세계적인 콩쿨 중 하나인 독일 ard 국제콩쿠르 1위(손정범), 프라하국제콩쿨 1위(이동하)등 뛰어난 피아니스트들을 배출하여 그 명성이 높아지고 있다.

## 자매 도시
- 영국 요크 (1958년)
- 프랑스 오를레앙 (1960년)
- 노르웨이 크리스티안산 (1967년)
- 튀니지 모나스티르 (1969년)
- 이스라엘 리숀레지온 (1981년)
- 미국 프레즈노 (1986년)
- 러시아 랴잔 (1989년)
- 독일 뮐하우젠 (1990년)
- 폴란드 루블린 (1991년)

## 외부 링크

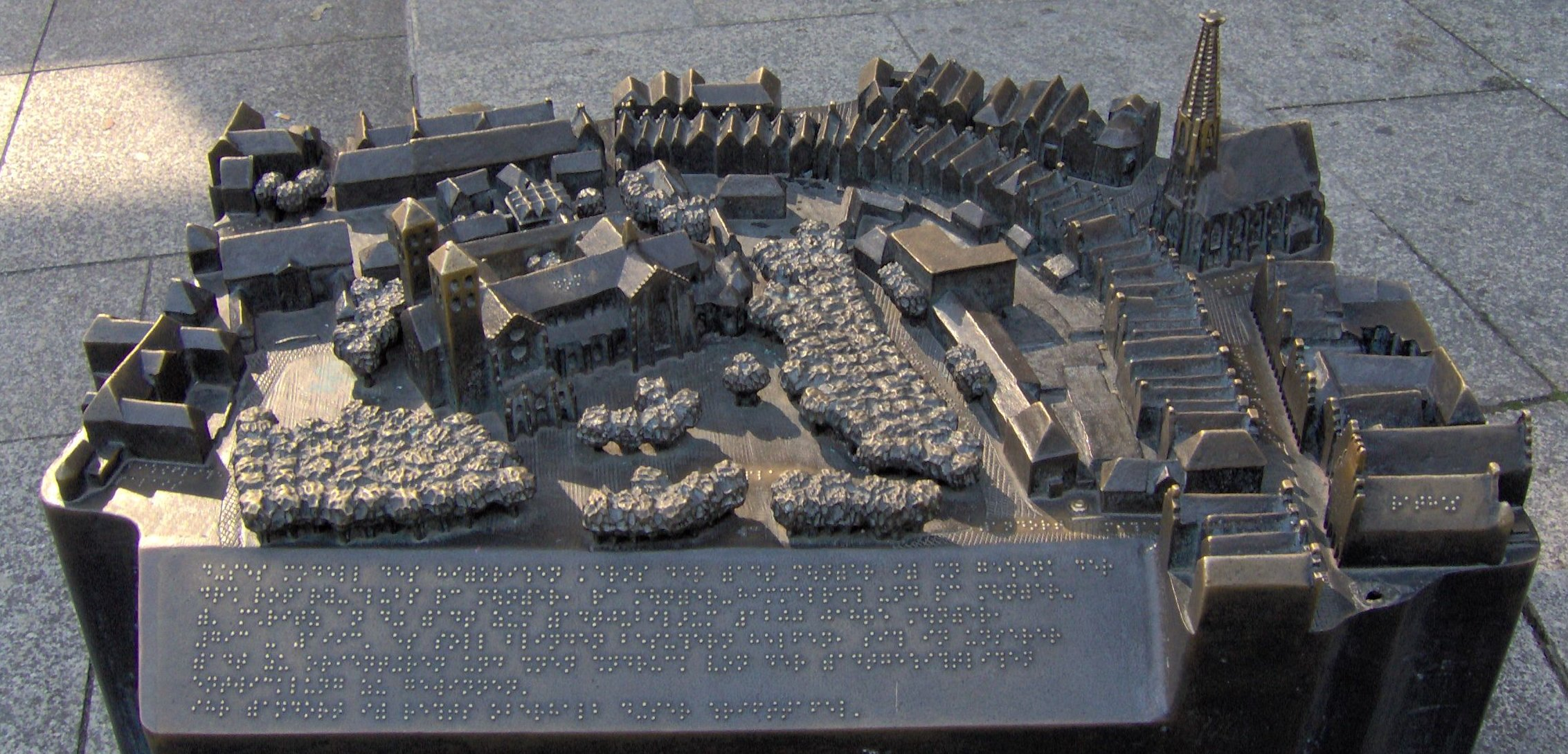
뮌스터시 도심의 동상

## 같이 보기
- 뮌스터 주교령